# Palafrugell
Palafrugell (kat. [pəɫəfɾuˈʒeʎ]) ist eine spanische Stadt in der Provinz Girona an der mittleren Costa Brava und hat 24.300 Einwohner (Stand: 2024).
Die Stadt Palafrugell ist Bestandteil einer Verwaltungsgemeinschaft (auf Katalanisch municipi), der außerdem die kleinen Küstenorte Calella de Palafrugell, Llafranc und Tamariu sowie fünf weitere Ortsteile angehören.
Der städtische Bereich umfasst eine Fläche von ca. 27 km² und liegt ca. 2,5 km von der Küste entfernt.

## Geschichte
Im 5. und 6. Jahrhundert zogen viele Küstenbewohner nach Palafrugell, da die Sicherheit an den Küsten nicht mehr gegeben war. Schriftlich tauchte die Stadt zum ersten Mal in einem Dokument vom 3. November 988 auf. Hier wird sie noch als Palau Frugell erwähnt; Palau bedeutet „das geschützte Haus“ und Frugell ist ein germanischer Eigenname.
Vom 12. bis 19. Jahrhundert war Palafrugell unter der Herrschaft des Priors von Sankt Anna von Barcelona. Während des 16. Jahrhunderts wurden Wachtürme im Stadtbezirk von Palafrugell gebaut und neue Häuser entstanden. Das Wachstum der Bevölkerung hing mit der steigenden traditionellen Wirtschaft wie Landwirtschaft und Fischerei zusammen, aber auch die steigende Nachfrage nach Kork spielte hierbei eine große Rolle. Ein weiteres bedeutendes historisches Ereignis war der sogenannte Palafrugell-Kampf am 20. Juli 1638. Im 19. Jahrhundert bestand die Wirtschaft Palafrugells hauptsächlich aus der Herstellung von Korken. Während der 1930er Jahre wurde die Stadt durch den Tourismus geprägt. In den 1960er Jahren wurde die Infrastruktur verbessert und ein Bevölkerungswachstum folgte.

## Sehenswürdigkeiten

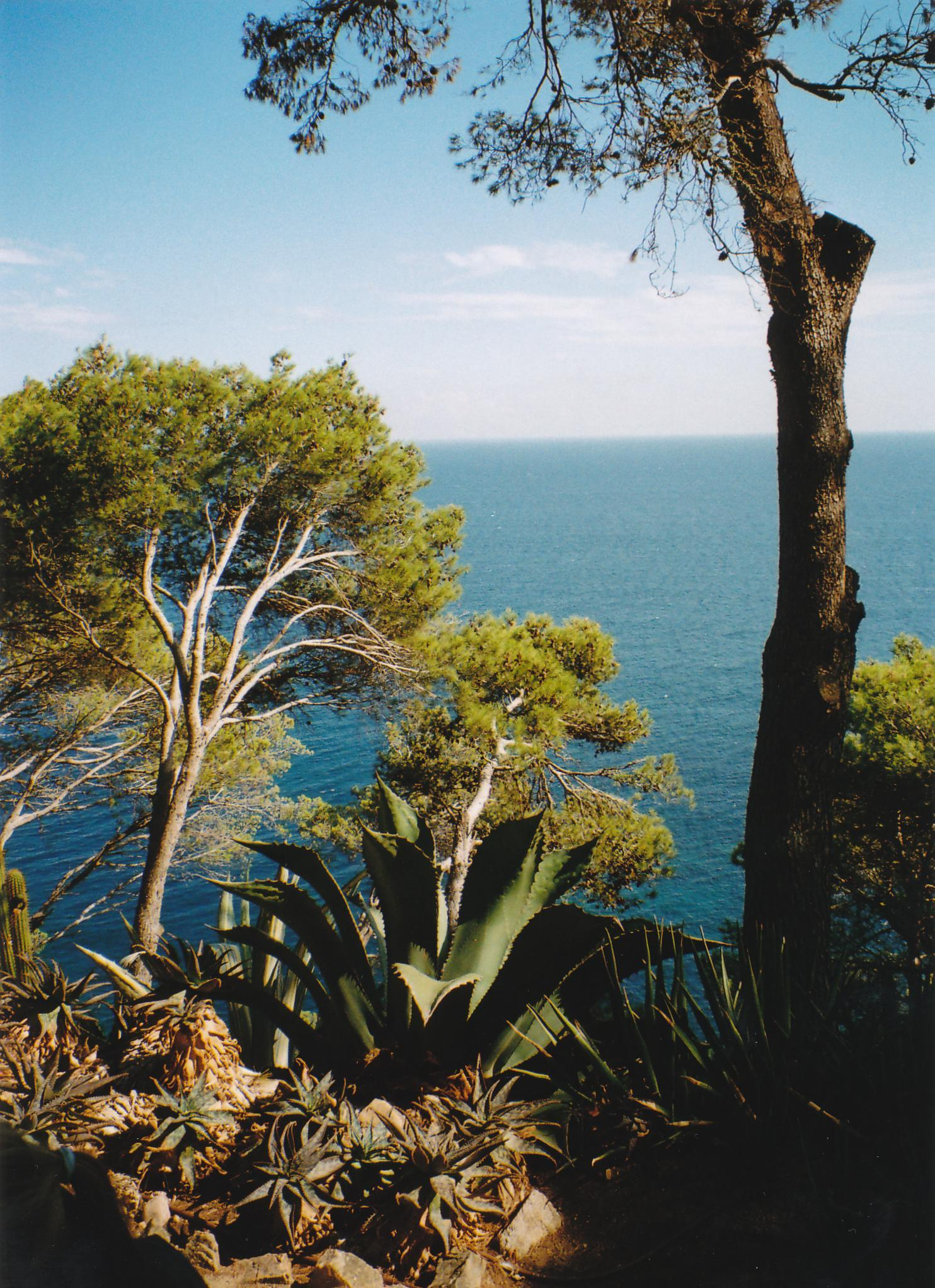
Botanischer Garten Cap Roig

Die 1904 im Stil des Modernisme erbaute Korkfabrik Manufacturas de Corcho Armstrong SA ist heute ein Industriedenkmal, da die Korkenproduktion in ein anderes Gebäude verlegt wurde. Das seit 1991 bestehende Korkmuseum Museu del Suro gibt Information rund um den Korken und wie die wirtschaftliche Entwicklung Palafrugells damit zusammenhängt. Dazu gehört ein kleiner Laden, in dem man Korkprodukte kaufen kann.
Das Museum Fundació Josep Pla, das sich in und neben dem Geburtshaus vom Josep Pla in der Carrer Nou 51 befindet, berichtet über das Leben und die Werke des Schriftstellers. Hier findet man auch Plas Bibliothek, die etwa 5000 Dokumente enthält, darunter Manuskripte, Bilder und Zeitungen.
Sehenswert ist auch der Botanische Garten von Cap Roig (Jardí Botànic de Caixa Girona) in Calella de Palafrugell. 1927 kauften dort der Exil-Russe Oberst Nicolai Woevodsky und seine aus dem britischen Adel stammende Ehefrau Dorothy Webster Land, bauten sich ein neoromanisches Schloss als Residenz und legten in schöner Hanglage zum Meer einen mediterranen Landschaftspark an, der den Grundstock für den heutigen Botanischen Garten bildete.

## Persönlichkeiten

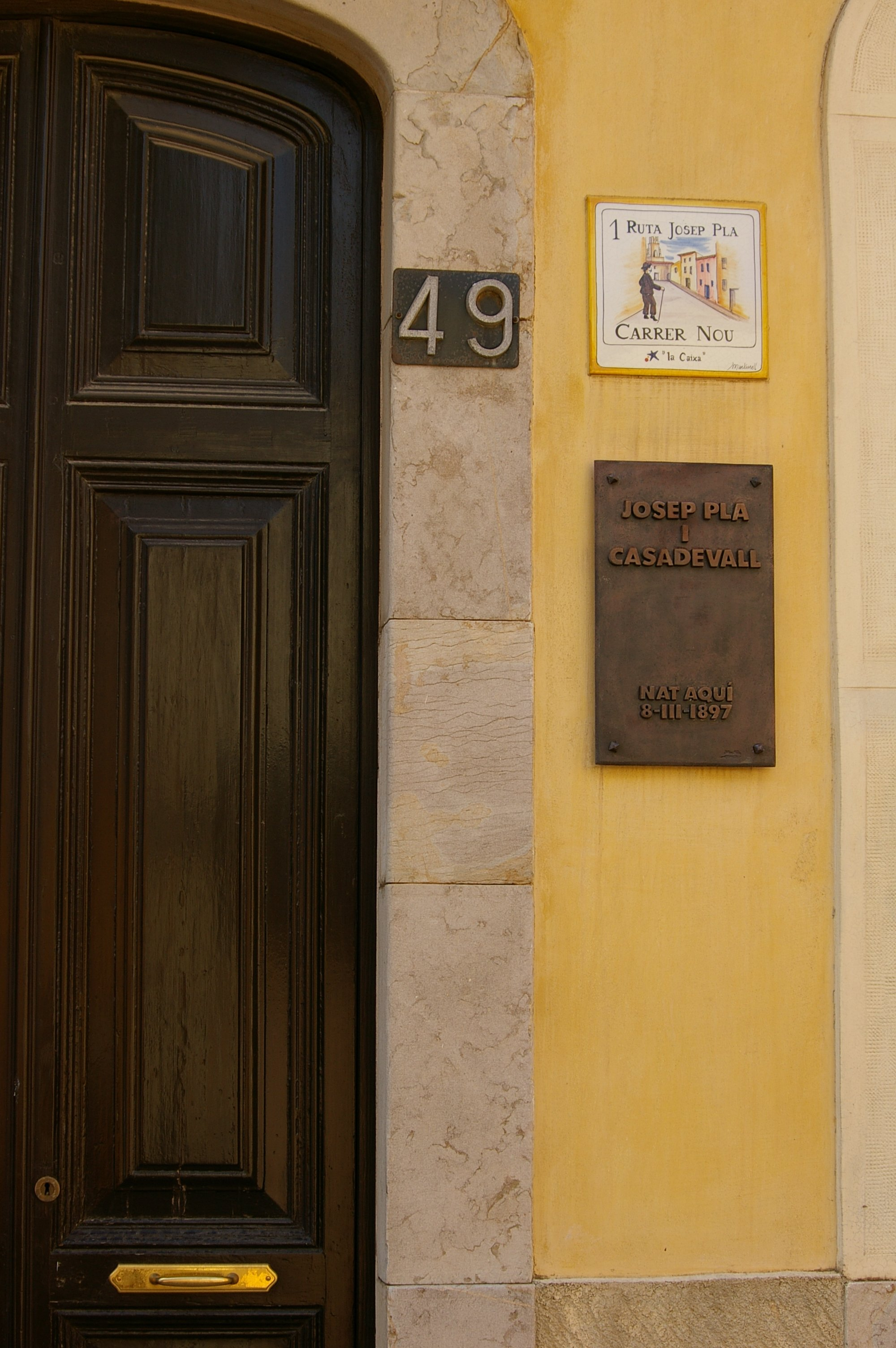
Geburtshaus Josep Plas in der Carrer Nou 49, heute Teil des Museums der Fundació Josep Pla

Der Schriftsteller Josep Pla (1897–1981), der sich in seinen Werken vor allem mit der Kulturtradition der Costa Brava befasste, wurde in Palafrugell geboren.
Der Landschaftsmaler Josep Costa Sobrepera wurde 1937 in Palafrugell geboren und arbeitet hier. Auch die Sängerin und Komponistin Sílvia Pérez Cruz (* 1983) wurde hier geboren und wuchs hier auf.

## Städtepartnerschaft
- Mirepoix (Frankreich) seit November 1984